# عبد السلام محمد
عبد السلام محمد (مواليد 19 يونيو 1992) لاعب كرة قدم إماراتي يجيد اللعب في الدفاع يلعب حالياً في نادي كلباء.
لعب سابقاً لنادي العين وانتقل إلى بني ياس عام 2014 و انتقل إلى نادي كلباء عام 2019 .

## روابط خارجية
- عبد السلام محمد على موقع Soccerway.com (الإنجليزية)
- عبد السلام محمد على موقع عالم كرة القدم.نت (الإنجليزية)